# Le Porteur de viande

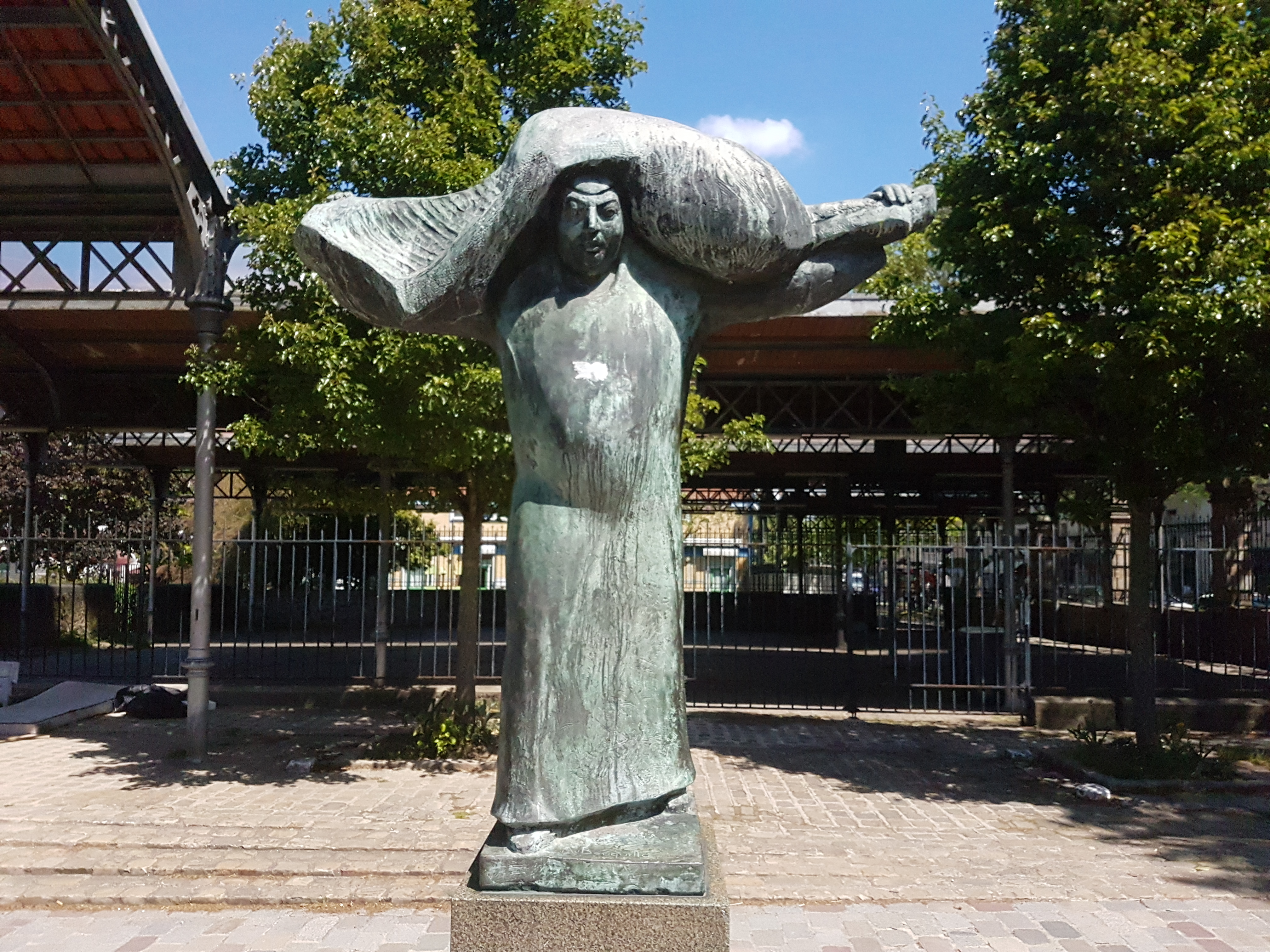
"Le Porteur de viande" d'Albert Bouquillon

Le Porteur de viande est une sculpture en bronze d'Albert Bouquillon qui s'élève dans le parc Georges-Brassens, à Paris.

## Description
L'œuvre est une sculpture en bronze. Elle représente un homme portant sur ses épaules un morceau de viande.

## Histoire
Objet d'une commande de la ville de Paris, elle est installée depuis 1991 dans le parc Georges-Brassens, dans le 15e arrondissement de Paris, qui occupe les terrains des anciens abattoirs de Vaugirard, auxquels elle est un hommage explicite.

## Artiste
Albert Bouquillon (1908-1997) est un sculpteur français.